# Експедиција Руала Амундсена на Јужни пол
Прва експедиција која је стигла до географског Јужног пола била је она под вођством норвешког истраживача Руала Амундсена. Он и још четири члана његовог тима стигли су до географског Јужног пола 14. децембра 1911. године, пет недеља пре британског тима под вођством Роберта Фалкона Скота, који је био део експедиције „Тера Нова”. Амундсен и његов тим су се безбедно вратили у своју базу, а око годину дана касније сазнали су да су Скот и његова четворица сапутника погинули на повратку са пола.
Амундсенови почетни планови били су усмерени на Арктик и освајање Северног пола кроз дуго плутање у броду окованом ледом. Добио је дозволу да користи брод за поларна истраживања Фритјофа Нансена, Фрам, и спровео је опсежно прикупљање средстава. Припреме за ову експедицију прекинуте су 1909. године када су два америчка истраживача, Фредерик Кук и Роберт Пири, тврдили да су стигли до Северног пола. Амундсен је тада променио свој план и почео да се припрема за освајање Јужног пола; не знајући да ли ће јавност и његови финансијери подржати ову промену, он је овај нови циљ држао у тајности. Када је кренуо у јуну 1910. године, чак је и својој посади дао до знања да се припреме за пловидбу ка Арктику, а праву дестинацију − Антарктик − открио је тек када је Фрам напустио последњу луку, Мадеиру.
Амундсен је основао своју антарктичку базу, коју је назвао „Фрамхајм”, у Заливу китова на Великој леденој баријери. Након месеци припрема, постављања складишта и једног неуспешног покушаја који се замало завршио катастрофом, он и његова група су у октобру 1911. године кренули ка Јужном полу. Током путовања открили су Ледник Аксел Хејберг, који им је омогућио пут до Антарктичке висоравни и, коначно, до Јужног пола. Њихово вешто коришћење скија и стручност у раду са санкама и псима обезбедили су им брзо и релативно безбедно путовање. Остала достигнућа ове експедиције укључивала су прва истраживања Земље краља Едварда VII и опсежно океанографско крстарење.
Успех експедиције био је нашироко хваљен, иако је прича о Скотовом херојском неуспеху у Уједињеном Краљевству бацила сенку на овај подвиг. Амундсенова одлука да у тајности чува своје праве планове до последњег тренутка нашла се на мети неких критика. Међутим, поларни историчари су током времена све више препознавали вештину и храброст Амундсеновог тима; научно-истраживачка Поларна станица Амундсен-Скот на Јужном полу носи његово име, заједно са Скотовим.

## Позадина
Амундсен је рођен 1872. у Фредерикстаду, око 80 километара од Кристијаније (данашњег Осла), као син једног власника брода. Године 1893. напустио је студије медицине на Универзитету у Кристијанији и пријавио се као морнар на китоловцу Магдалена за пловидбу ка Арктику. Након неколико даљих путовања, стекао је звање другог официра; када није био на мору, развијао је своје вештине у скијању на дуге стазе у суровом окружењу висоравни Хардангервида у Норвешкој. Године 1896, инспирисан поларним подвизима свог земљака Фритјофа Нансена, Амундсен се придружио белгијској антарктичкој експедицији као официр на броду Белгика под командом Адријена де Жерлаша. Почетком 1898. године, брод је био заглављен у леду у Белингсхаусеновом мору и остао је заробљен скоро годину дана. Експедиција је тако постала, нехотице, прва која је провела целу зиму у антарктичким водама, а то раздобље је било обележено депресијом, лудилом и скорбутом међу посадом на ивици глади. Ово није узнемирило Амундсена, који је све забележио и искористио ово искуство за своје будуће технике поларног истраживања, посебно у областима помагала, одеће и исхране.
Путовање Белгике означило је почетак онога што је постало познато као „Херојско доба истраживања Антарктика”, а убрзо су уследиле експедиције из Уједињеног Краљевства, Шведске, Немачке и Француске. Међутим, по повратку у Норвешку 1899. године, Амундсен је усмерио пажњу ка северу. Уверен у своје способности да предводи експедицију, планирао је прелазак Северозападног пролаза, тада још неистраженог морског пута од Атлантика до Пацифика кроз лавиринт северних канадских острва. Пошто је стекао звање капетана, Амундсен је набавио мали слуп Јоа, који је прилагодио за арктичка путовања. Обезбедио је покровитељство краља Оскара II од Шведске и Норвешке, Нансенову подршку и довољно финансијских средстава да у јуну 1903. крене са посадом од шест људи. Путовање је трајало до 1906. године и показало се као потпуно успешно; Северозападни пролаз, који је вековима измицао морепловцима, коначно је био освојен. Са 34 године, Амундсен је постао национални херој, у првом реду поларних истраживача.
У новембру 1906. године, Американац Роберт Пири вратио се са свог последњег неуспешног покушаја освајања Северног пола, тврдећи да је постигао нови најсевернији положај од 87° 6′ — што су каснији историчари оспорили. Он је одмах почео да прикупља средства за нови покушај. У јулу 1907. године, др Фредерик Кук, бивши Амундсенов колега са Белгике, кренуо је на север у ономе што је наводно било ловачко путовање, али се причало да је у питању био покушај освајања Северног пола. Месец дана касније, експедиција Ернеста Шеклтона, под називом Нимрод, испловила је ка Антарктику, док се Роберт Фалкон Скот припремао за нову експедицију у случају да Шеклтон не успе. Амундсен није видео разлог да препусти освајање југа Британцима, и јавно је говорио о могућностима предвођења антарктичке експедиције — иако је његов главни циљ остао Северни пол.

## Припреме

### Нансен иФрам
Године 1893. Нансен је управио свој брод Фрам у арктички ледени покривач код северне обале Сибира и дозволио да плута у леду према Гренланду, надајући се да ће путем ове руте прећи Северни пол. Та пловидба није се приближила полу, а покушај Нансена и Хјалмара Јохансена да пешке дођу до њега такође се показао као неуспешан. Ипак, Нансенова стратегија постала је основа за Амундсенове арктичке планове. Он је сматрао да би, ако уђе у Северни ледени океан преко Беринговог мореуза, далеко источно од Нансенове полазне тачке, његов брод остварио севернију пловидбу и прошао близу или кроз пол.
Амундсен се консултовао са Нансеном, који је инсистирао да је Фрам једини брод погодан за такав подухват. Фрам је дизајнирао и изградио Колин Арчер, водећи норвешки бродоградитељ и поморски архитекта, у складу са Нансеновим строгим спецификацијама, као пловило које ће издржати дуготрајну изложеност најтежим арктичким условима. Најистакнутија карактеристика брода било је његово заобљење трупа које је, према Нансену, омогућавало да пловило „исклизне попут јегуље из загрљаја леда”. За додатну чврстину, труп је био пресвучен јужноамеричким зеленим дрветом, најтврђим доступним дрветом, а попречне греде и носачи били су постављени дуж целе дужине брода. Ширина брода од 11 метара у односу на укупну дужину од 39 метара давала је пловилу упадљиво „здепаст” изглед. Овај облик је побољшао његову чврстину у леду, али је утицао на његове перформансе на отвореном мору, где се кретао споро и био склон љуљању. Међутим, изглед, брзина и пловидбене особине брода били су у другом плану у односу на обезбеђивање сигурног и топлог склоништа за посаду током пловидбе која је могла трајати неколико година.
Фрам је изашао практично неоштећен из Нансенове експедиције након готово три године у поларном леду. По повратку, био је поново опремљен, пре него што је провео четири године под командом Ота Свердрупа, мапирајући и истражујући 260.000 km² ненасељене територије у северним канадским острвима. Након што је Свердрупова пловидба завршена 1902. године, Фрам је усидрен у Кристијанији. Иако је брод технички био у власништву државе, било је прећутно признато да је Нансен имао првенство над њим. Након повратка са Арктика 1896. године, он је тежио да одведе Фрам на експедицију до Антарктика, али су до 1907. такве наде избледеле. Крајем септембра те године, Амундсен је позван у Нансенов дом и речено му је да може да узме брод.

### Почетни кораци
Амундсен је објавио своје планове 10. новембра 1908, на састанку Норвешког географског друштва. Он би пловио Фрамом око Рта Хорн до Тихог океана; након снабдевања у Сан Франциску, брод би наставио на север, кроз Берингов мореуз до Поинт Бароуа на северној обали Аљаске. Одатле би поставио курс директно у ледени покривач, започињући пловидбу која би трајала четири или пет година. Научна истраживања би била подједнако важна као и географска; Амундсен се надао да ће њихова континуирана запажања помоћи у објашњавању бројних нерешених проблема. План је био примљен са одушевљењем, а следећег дана краљ Хокон VII је отворио јавну претплатничку листу, лично донирајући 20.000 круна. Норвешки парламент је 6. фебруара 1909. одобрио суму од 75.000 круна за преуређивање брода. Прикупљање средстава и пословно управљање експедицијом било је поверено Амундсеновом брату Леону, како би се истраживач могао концентрисати на практичније аспекте организације.
У марту 1909. објављено је да је Шеклтон достигао јужну географску ширину од 88° 23′ — 97 наутичких миља (180 km) од Јужног пола — пре него што се вратио; тако је, како је Амундсен приметио, на југу „остао још један мали кутак”. Изразио је безрезервне похвале према Шеклтоновом достигнућу, написавши да је Шеклтон на југу еквивалент Нансену на северу. Након овог готово оствареног циља, Скот је одмах потврдио своју намеру да предводи експедицију (касније познату као експедиција „Тера Нова”), која би освојила „тај мали кутак” и донела победу Британској империји.

### Особље
Амундсен је изабрао тројицу поморских поручника за официре своје експедиције: Торвалд Нилсен, навигатор који ће бити заменик команданта; Хјалмар Фредрик Јертсен и Кристијан Престрyд. Јертсен, иако није имао медицинско искуство, постављен је за лекара експедиције и послат на „брзи курс” хирургије и стоматологије. Поморски топник, Оскар Вистинг, прихваћен је на препоруку Престрyда јер је могао да се прихвати већине задатака. Иако је имао мало претходног искуства са псима који вуку санке, Амундсен је написао да је Вистинг развио „свој начин” са њима и постао користан аматерски ветеринар.
За тим је изабран и Улав Бјоланд, првак у скијању који је такође био вешт столар и правио скије. Бјоланд је био из Моргедала у норвешкој провинцији Телемарк, региона познатог по вештини својих скијаша и као домовина Сондреа Норхејма, пионира модерних скијашких техника. Амундсен је делио Нансеново уверење да су скије и пси за санке далеко најефикаснији начин арктичког транспорта и био је одлучан да регрутује највештије возаче паса. Хелмер Хансен, који се доказао на експедицији Јое, пристао је да поново путује са Амундсеном. Касније му се придружио Свере Хасел, стручњак за псе и ветеран Свердруповог путовања Фрамом, који је намеравао да путује са Амундсеном само до Сан Франциска. Столар Јорген Стуберуд је саставио преносиву зграду која ће служити као база за експедицију, а која се могла раставити и припремити за транспорт са Фрамом. Стуберуд је затражио од Амундсена дозволу да се придружи експедицији, што му је и одобрено. Свестан важности доброг кувара, Амундсен је обезбедио услуге Адолфа Линдстрема, још једног Свердруповог ветерана, који је био кувар на броду Јоа.
Из својих искустава на Белгики и Јои, Амундсен је научио колико је важно одабрати стабилне и компатибилне сапутнике, и са овим искусним особљем сматрао је да има језгро своје експедиције. Наставио је са регрутовањем током 1909. године; тим на Фраму ће на крају бројати 19 људи. Сви осим једног били су Амундсенови лични избори; изузетак је био Хјалмар Јохансен, који је примљен на захтев Нансена. Од свог епског марша са Нансеном, Јохансен није успео да се скраси. Упркос напорима Нансена и других да му помогну, његов живот је постао низ пијанстава и задуживања. Нансен је желео да свом некадашњем саборцу пружи последњу шансу да покаже да је још увек способан радник на терену; осећајући да не може да одбије Нансенову жељу, Амундсен је невољно прихватио Јохансена. Тим је укључивао двојицу странаца: младог руског океанографа Александра Кучина, који је био ученик Бјерна Хеланд-Хансена, и шведског инжењера Кнута Сундбека.

### Промена плана
У септембру 1909. новине су објавиле извештаје да су Кук и Пири стигли до Северног пола, Кук у априлу 1908, а Пири годину дана касније. Упитан да ово прокоментарише, Амундсен је избегао да пружи директну подршку било ком истраживачу, али је закључио да ће „вероватно још нешто остати да се уради”. Иако је избегавао контроверзу око ривалских тврдњи, одмах је увидео да ће његови планови бити озбиљно погођени. Без достигнућа освајања пола, тешко би одржао интересовање јавности или финансирање. Изјавио је: „Ако желим да спасим експедицију... није ми остало ништа друго него да покушам да решим последњи велики проблем — Јужни пол.” Тако је Амундсен одлучио да крене на југ; арктичко плутање могло је да сачека „годину или две” док Јужни пол не буде освојен.
Амундсен није обелоданио своју промену плана. Како истиче Скотов биограф Дејвид Крејн, финансирање експедиције, и јавно и приватно, било је намењено за научни рад у Арктику; није било гаранције да ће финансијери разумети или се сложити са предложеном променом плана. Поред тога, измењени циљ би могао навести Нансена да опозове дозволу коришћења Фрама, или парламент да заустави експедицију из страха да ће поткопати Скота и увредити Британце. Амундсен је сакрио своје намере од свих осим свог брата Леона и свог заменика, Нилсена. Ова тајност довела је до неких непријатности; Скот је послао Амундсену инструменте како би омогућио да њихове две експедиције, на супротним крајевима света, изврше упоредна мерења. Када је Скот, који је био у Норвешкој ради тестирања моторних санки, позвао Амундсена телефоном како би разговарали о сарадњи, Норвежанин је одбио да прими позив.
Приватно ревидирани план експедиције захтевао је да Фрам напусти Норвешку у августу 1910. и отплови до Мадеире, његовог јединог пристаништа. Одатле би брод наставио директно до Росовог мора на Антарктику, упућујући се ка Заливу китова на Росовој леденој плочи (тада познатој као „Велика ледена баријера”), где је Амундсен планирао да постави базни камп. Залив китова био је најјужнија тачка у Росовом мору до које је брод могао да продре, 110 километара ближе полу од Скотове планиране базе у Заливу Макмердо. Шеклтон је 1907–09. сматрао да је лед у Заливу китова нестабилан, али је Амундсен, на основу проучавања Шеклтонових записа, закључио да је Баријера овде ослоњена на спрудове или хриди, и да би подржала безбедну и сигурну базу. Након искрцавања посаде на обалу, Фрам је требало да спроводи океанографска истраживања у Атлантику пре него што би покупио посаду наредне године.

### Транспорт, опрема и залихе
Амундсен није разумео привидну аверзију британских истраживача према псима: „Да ли је могуће да пас није разумео свог господара? Или је господар тај који није разумео пса?” касније је написао. Након одлуке да иде на југ, наручио је 100 паса за саонице са северног Гренланда — најбољих и најснажнијих који су били доступни.
Скијашке чизме чланове експедиције, које је специфично дизајнирао Амундсен, биле су резултат две године тестирања и модификација у потрази за савршенством. Поларна одећа чланова експедиције укључивала је одела од фоке са северног Гренланда и одећу креирану по узору на традиционалну ношњу Нетсилик Инуита, и била је направљена од ирвасове и вучје коже, Бербери тканине и габардина. Саонице су биле направљене од норвешког јасена са челичним тракама на клизачима од америчког хикорија. Скије, такође направљене од хикорија, биле су изузетно дуге како би се смањила вероватноћа да упадну у пукотине. Шатори — „најјачи и најпрактичнији који су икада коришћени” — имали су уграђене подове и захтевали само један штап. За кување током марша, Амундсен је изабрао шведски Примус шпорет уместо специјалног шпорета који је осмислио Нансен, јер је сматрао да потоњи заузима превише простора.
Из свог искуства на Белгики, Амундсен је био свестан опасности од скорбута. Иако тачан узрок болести, недостатак витамина Ц, није био познат у то време, било је опште познато да се болест може спречити конзумирањем свежег сировог меса. Да би неутралисао опасност, Амундсен је планирао да допуни оброке редовним порцијама фокиног меса. Такође је наручио посебну врсту пемикана која је укључивала поврће и овсене пахуљице: „Било би немогуће наћи храну која је стимулативнија, хранљивија и укуснија”. Експедиција је била добро снабдевена вином и жестоким пићима, која су коришћена као лек и за свечане или друштвене прилике. Са обзиром на губитак морала на Белгики, Амундсен је осигурао време за одмор са библиотеком од око 3.000 књига, грамофоном, великом количином плоча и разним музичким инструментима.

### Полазак
У месецима пред полазак, средства за експедицију постала су све теже доступна. Због ограниченог интересовања јавности, новински уговори су отказани, а парламент је одбио захтев за додатних 25.000 круна. Амундсен је ставио своју кућу под хипотеку да би одржао експедицију; дубоко у дуговима, сада је био потпуно зависан од успеха експедиције како би избегао личну финансијску пропаст.
Након једномесечне пробне пловидбе у северном Атлантику, Фрам је отпловио у Кристијансанд крајем јула 1910. да би укрцао псе и извршио завршне припреме за полазак. Док је био у Кристијансанду, Амундсен је добио понуду за помоћ од Петера „Дон Педра” Кристоферсена, норвешког емигранта чији је брат био норвешки свештеник у Буенос Ајресу. Кристоферсен је понудио да обезбеди гориво и друге залихе за Фрам у Монтевидеу или Буенос Ајресу, што је Амундсен са захвалношћу прихватио. Непосредно пре него што је Фрам испловио 9. августа, Амундсен је открио праву дестинацију експедиције двојици млађих официра, Преструду и Јертсену. Током четворонедељног путовања до Фуншала на Мадеири, међу посадом је завладало осећање неизвесности, јер нису могли да разумеју неке од припрема, а њихова питања су наишла на избегавање одговора од официра. То је, каже Амундсенов биограф Роланд Хантфорд, било „довољно да створи сумњу и лоше расположење”.
Фрам је стигао у Фуншал 6. септембра. Три дана касније Амундсен је обавестио посаду о ревидираним плановима. Рекао им је да намерава да направи „обилазак” до Јужног пола на путу ка Северном полу, који је и даље био његова крајња дестинација, али ће морати мало да причека. Након што је Амундсен изложио своје нове предлоге, сваког човека је питао да ли је спреман да настави, и сви су дали позитиван одговор. Амундсен је написао дугачко писмо Нансену у коме је објаснио како су тврдње о освајању Северног пола нанеле „смртоносни ударац” његовим првобитним плановима. Сматрао је да је био приморан на ову акцију из нужде, тражио опроштај и изразио наду да ће се његови подвизи на крају искупити за било какву увреду.
Пре него што је напустио Фуншал 9. септембра, Амундсен је послао телеграм Скотy, да би га обавестио о промени плана. Скотов брод Тера Нова испловио је из Кардифа уз велику медијску пажњу 15. јуна и требао је да стигне у Аустралију почетком октобра. Амундсен је управо у Мелбурн послао свој телеграм, са кратком поруком да иде на југ. Није дат никакав наговештај о Амундсеновим плановима нити одредишту на Антарктику; Скот је написао секретару Краљевског географског друштва (КГД), Џону Скоту Келтију: „Претпостављам да ћемо сазнати у догледно време”. Вест о Амундсеновим ревидираним плановима стигла је у Норвешку почетком октобра и наишла на углавном непријатељски одговор. Иако је Нансен дао свој благослов и топлу подршку, Амундсенови поступци су, уз неколико изузетака, били осуђени од стране штампе и јавности, а финансирање је скоро у потпуности пресушило. Реакције у Британији биле су, очекивано, негативне; почетна неверица коју је изразио Келти убрзо се претворила у бес и презир. „Послао сам Скотy све детаље о Амундсеновом нечасном понашању... Да сам ја Скот, не бих им дозволио да се искрцају”, написао је сер Клеменс Маркам, утицајни бивши председник КГД-а. Несвестан реакција у свету, Фрам је пловио на југ четири месеца. Први ледени брегови су уочени на нову 1911. годину; сама Баријера се указала 11. јануара, а 14. јануара Фрам је био у Заливу китова.

## Прва сезона, 1910/11.

### Фрамхајм
Након што је Фрам био усидрен за лед у ували у југоисточном углу Залива китова, Амундсен је изабрао место за постављање главне колибе експедиције, на око 4 километра од брода. Шест тимова паса коришћено је за премештање залиха до ове локације, када су започели радови на подизању колибе. Бјоланд и Стуберуд су поставили темеље дубоко у лед, нивелишући нагнуту земљу. Пошто су доминантни ветрови долазили са истока, колиба је постављена на оси исток-запад, са вратима окренутим ка западу; на тај начин, ветар је ударао само у краћу источну страну. Кров је био постављен до 21. јануара, а шест дана касније колиба је била завршена. До тада је велика количина меса — укључујући 200 фока — била донесена у базу, за употребу на обали и за полагање у депоима пре пута до пола. База је названа Фрамхајм, односно „дом Фрама”.
Рано ујутру 3. фебруара, Тера Нова је неочекивано стигла у Залив китова. Она је испловила са Новог Зеланда 29. новембра 1910. и стигла у Залив Макмердо почетком јануара. Након што је искрцала Скота и његов главни тим тамо, Тера Нова је повела шесточлану групу коју је предводио Виктор Кембел на исток, ка Земљи краља Едварда VII. Ова група је намеравала да истражи тада непознату територију, али је морским ледом била спречена да приђе обали. Брод је пловио западно дуж ивице Баријере у потрази за могућим местом за искрцавање када је наишао на Фрам. Скот је раније спекулисао да би Амундсен могао поставити своју базу у области Веделовог мора, на супротној страни континента; овај доказ да ће Норвежани почети трку за освајање пола са предношћу од 60 наутичких миља био је алармантан за Британце. Две групе су се понашале пристојно једна према другој; Кембел и његови официри Хари Пенел и Џорџ Мари Левик доручковали су на броду Фрам, а заузврат су позвали Норвежане на ручак на Тера Нови. Амундсену је лакнуло када је сазнао да Тера Нова нема бежични радио, јер би то могло угрозити његову стратегију да први објави вест о освајању пола. Међутим, забринула га је Кембелова примедба да Скотове моторизоване саонице добро раде. Ипак, понудио је британској групи место поред Фрамхајма као базу за истраживање Земље краља Едварда VII. Кембел је одбио понуду и отпловио ка Заливу Макмердо да обавести Скота о Амундсеновом положају.

### Постављање депоа
Почетком фебруара Амудсен је почео да организује путовања за постављање депоа широм Баријере, у припреми за марш на пол наредног лета. Депои са залихама унапред остављеним на редовним интервалима на планираној рути ограничиле би количину хране и горива коју би поларна експедиција морала да носи. Ова путовања ради постављања депоа била су први прави тест за опрему, псе и људе. За прво путовање, које је требало да почне 10. фебруара, Амудсен је одабрао Преструда, Хелмера Хансена и Јохансена као пратиоце; 18 паса је требало да вуче три саонице. Пре него што је кренуо, Амудсен је оставио упутства Нилсену у вези са бродом Фрам. Брод је требало да отплови за Буенос Ајрес ради допуњавања залиха, пре него што започне програм океанографског истраживања у Јужном океану, а затим да се врати на Баријеру што је раније могуће 1912. године.
Када су четворица људи започела своје путовање на југ, њихово једино знање о Баријери било је из књига које су објавили претходни истраживачи, и очекивали су тешке услове за путовање. Изненадили су се када су открили да је површина Баријере слична површини обичног глечера; прешли су 28 километара првог дана. Амудсен је приметио колико су добро његови пси радили у оваквим условима, и питао се зашто су Британци избегавали коришћење паса на Баријери. Експедиција је стигла до 80° јужне географске ширине (ЈГШ) 14. фебруара, а након што су депои постављени, кренули су назад и стигли у Фрамхајм 16. фебруара.
Друга експедиција за постављање депоа напустила је Фрамхајм 22. фебруара, са осморицом људи, седам саоница и четрдесет два пса. Услови на Баријери су се нагло погоршали; просечне температуре су пале за 9 °C, а груб снег је прекрио претходно глатку ледену површину. На температурама које су понекад падале и до −40 °C, експедиција је 3. марта стигла до 81° ЈГШ, где су успоставили други депо. Амудсен, Хелмер Хансен, Преструд, Јохансен и Вистинг су затим наставили са најснажнијим псима, надајући се да ће стићи до 83° ЈГШ, али су у тешким условима застали на 82° ЈГШ 8. марта. Амудсен је видео да су пси исцрпљени; експедиција се окренула према бази, и са лакшим саоницама брзо су стигли у Фрамхајм 22. марта. Амудсен је желео да се што више залиха однесе на југ пре него што им поларна ноћ онемогући путовање, па је 31. марта група од седам људи коју је предводио Јохансен напустила Фрамхајм са шест закланих фока — 1.100 килограма меса. Експедиција се вратила 11. априла — три дана касније него што се очекивало — након што су залутали у поље ледених пукотина.
Све у свему, успостављена су три депоа са 3.400 килограма залиха, што је укључивало 1.400 килограма фокиног меса и 180 литара парафинског уља. Амудсен је много научио из ових путовања, посебно из другог, приликом ког су пси имали проблема са вучом превише тешких саоница. Одлучио је да повећа број паса за путовање на пол, ако буде потребно и науштрб броја људи. Ова путовања су открила и извесну неслогу међу људима, нарочито између Јохансена и Амудсена. Током другог путовања за постављање депоа, Јохансен је отворено изразио жалбу на незадовољавајућу природу опреме; Амудсен је веровао да је његов ауторитет доведен у питање.

### Зима
Сунце је зашло над Фрамхајмом 21. априла и није требало да се појави наредна четири месеца. Амудсен се сећао досаде и губитка морала који су нарушили зиму експедиције Белгика проведену у леду, и иако није било могућности за вожњу саоницама, побринуо се да копнена екипа остане запослена. Један од хитних задатака био је побољшање саоница, које нису добро функционисале током путовања за постављање депоа. Поред оних које су посебно одабране за експедицију, Амудсен је понео и неколико саоница са Свердрупове експедиције, за које је сада сматрао да би биле боље за предстојећи задатак. Бјоланд је смањио тежину ових старијих саоница за скоро трећину тако што је истесавао дрво са њих, и такође је направио три саонице од резервног дрвета хикорија. Прилагођене саонице требало је да се користе за прелазак Баријере, док би Бјоландов нови сет био коришћен у завршним фазама путовања, преко саме Антарктичке висоравни. Јохансен је припремио оброке за саонице (42.000 бисквита, 1.320 конзерви пемикана и око 100 килограма чоколаде), док су други радили на побољшању чизама, опреме за кување, заштитних наочара, скија и шатора. Да би се супротставили скорбуту, људи су два пута дневно јели месо фоке које је било сакупљено и замрзнуто у великим количинама пре почетка зиме. Кувар, Линдстрем, допуњавао је унос витамина Ц флашираним арктичким малинама и боровницама, и правио је хлеб од целог зрна са свежим квасцем, богатим витамином Б.
Иако је Амудсен био уверен у своје људе и опрему, Хасел је забележио да су га мучиле мисли о Скотовим моторним саоницама и страх да ће оне омогућити британској експедицији успех. Имајући то на уму, Амудсен је планирао да започне поларно путовање чим сунце изађе крајем августа, иако га је Јохансен упозорио да ће на Баријери бити превише хладно тако рано у сезони. Амудсен је одбацио његову примедбу, и 24. августа, при изласку сунца, седам саоница је било спремно. Јохансенове бриге су деловале оправдано, јер су сурови услови наредне две недеље — температура је падала чак и до −58 °C — спречили људе да крену. Дана 8. септембра 1911, када је температура порасла на −27 °C, Амудсен је одлучио да више не може да чека, и група од осам људи је кренула; Линдстрем је остао сам у Фрамхајму.

## Друга сезона, 1911/12.

### Лажни почетак
Експедиција је у почетку напредовала добро, прелазећи око 28 km дневно. Пси су трчали толико брзо да је неколико њих из најјачих тимова било одвезано од својих појасева и постављено на саонице у виду баласта. У својој одећи од вучјег и ирвасовог крзна, људи су могли да се носе са ниским температурама док су се кретали, али када би се зауставили, осећали су неугодност и једва да су ноћу спавали. Шапе паса су се смрзавале. Дана 12. септембра, на температурама које су падале до −56 °C, експедиција је застала након само 7,4 km и саградила иглуе за склониште. Амудсен је сада препознао да су кренули превише рано у сезони и одлучио да се врате у Фрамхајм. Није желео да ризикује животе људи и паса због своје тврдоглавости. Јохансен је у свом дневнику писао о лудости прераног поласка на тако дуго и историјско путовање, и о опасностима опседнутости да претекну Британце.
Дана 14. септембра, на путу назад у Фрамхајм, оставили су већину опреме у депо на 80° ЈГШ, како би олакшали саонице. Следећег дана, на температурама испод нуле и уз јак ветар у њиховом правцу, неколико паса је промрзло до смрти, док су други, сувише слаби да наставе, постављени на саонице. Дана 16. септембра, 74 km од Фрамхајма, Амудсен је наредио својим људима да се што брже врате кући. Пошто није имао своје саонице, скочио је на Вистингове, и заједно са Хелмером Хансеном и његовим тимом јурио ка бази, остављајући остале иза себе. Тројица су стигли у Фрамхајм после девет сати, док су Стуберуд и Бјоланд стигли два сата касније, а Хасел убрзо након тога. Јохансен и Преструд су још увек били далеко, без хране и горива; Преструдови пси су застали, а његове пете су биле тешко промрзле. Стигли су у Фрамхајм након поноћи, више од седамнаест сати након што су се окренули према кући.
Следећег дана, Амудсен је питао Јохансена зашто су он и Преструд толико каснили. Јохансен је бесно одговорио да се осећао као да су их напустили, и оштро је критиковао вођу што је оставио своје људе иза себе. Амудсен је касније обавестио Нансена да је Јохансен био „насилно непослушан”; као резултат тога, био је искључен из поларне екипе, коју је Амудсен сада смањио на петорицу људи. Јохансен је стављен под команду Преструда, који је био много млађи и неискуснији истраживач, у експедицији која је требало да истражи Земљу краља Едварда VII. Стуберуд је био убеђен да им се придружи, остављајући Амудсена, Хелмера Хансена, Бјоланда, Хасела и Вистинга као нову поларну екипу.

### Пут на Јужни пол

#### Баријера и планине
Упркос свом нестрпљењу да поново крене, Амундсен је чекао до средине октобра и првих назнака пролећа. Био је спреман да крене 15. октобра, али га је време задржало још неколико дана. Петорица људи, са четири саонице и педесет два пса, кренули су на пут 19. октобра 1911. године. Време се брзо погоршало, и у густој магли, група је залутала у ледено поље са пукотинама које је претходне јесени открила Јохансенова група приликом постављања депоа. Вистинг се касније присећао како су његове саонице, са Амундсеном на њима, готово нестале у пукотини када се снежни мост испод њих срушио.
Упркос овоме, прелазили су више од 28 km дневно и 5. новембра су стигли до свог депоа на 82° ЈГШ. Означавали су своју руту низом камених громила, направљених од снежних блокова, на сваке три миље. Дана 17. новембра стигли су до ивице Баријере и суочили се са Трансантарктичким планинама. За разлику од Скота, који ће пратити руту ледника Бирдмор, којом је ишао Шеклтон, Амундсен је морао да пронађе сопствени пут кроз планине. Након што су неколико дана испитивали подножје планина и попели се на око 460 m, група је пронашла оно што је изгледало као јасна рута — стрм ледник дуг 56 km који је водио према горе до Антарктичке висоравни. Амундсен је овај ледник назвао Аксел Хејберг, по једном од својих главних финансијских спонзора. Успон је био тежи него што је тим очекивао, много дужи због потребе да се обилазе препреке, као и због дубоког, меког снега. Након тродневног тешког пењања, група је стигла до врха ледника. Амундсен је био пун хвале за своје псе и одбацио је идеју да не могу радити у таквим условима; 21. новембра група је прешла 27 km и попела се 1.500 m.

#### Марш према полу
По достизању висине од 3.200 m на врху ледника, на 85° 36′ ЈГШ, Амундсен се припремио за завршну фазу путовања. Од 45 паса који су стигли до врха (7 је угинуло током проласка кроз Баријеру), само 18 је требало да иде даље; остали су требали да буду убијени за храну. Сваки возач саоница је убијао псе из свог тима, скидао им кожу и делио месо између паса и људи. „Место смо назвали Кланица”, присећао се Амундсен. „Туга и жалост осећали су се у ваздуху; толико смо заволели наше псе”. Жаљење их није спречило да уживају у обилној храни; Вистинг се показао посебно вештим у припреми меса.
Тим је натоварио три саонице са залихама за марш у трајању до 60 дана, остављајући преостале намирнице и лешеве паса у депоу. Лоше време је спречило њихов полазак до 25. новембра, када су кренули опрезно преко непознатог терена у густој магли. Путовали су по леденој површини испрекиданој честим пукотинама, које су, заједно са слабом видљивошћу, успоравале њихов напредак. Амундсен је ово подручје назвао „Ђавољи глечер”. Четвртог децембра стигли су до подручја где су пукотине биле прекривене слојевима снега и леда са простором између, што је стварало оно што је Амундсен назвао „неугодно шупљи” звук док је тим пролазио преко њега. Овај део је назвао „Ђавоља балска сала”. Када су касније тог дана стигли на чвршће тло, достигли су 87° ЈГШ.
Осмог децембра Норвежани су оборили Шеклтонов рекорд најјужније тачке од 88° 23′ ЈГШ. Како су се приближавали полу, тражили су било какву промену у пејзажу која би указивала на то да је нека друга експедиција стигла пре њих. Док су били у кампу 12. децембра, били су узнемирени црним објектом који се појавио на хоризонту, али се испоставило да је то био измет њихових паса у даљини, увећани миражом. Наредног дана су камповали на 89° 45′ ЈГШ, 28 km од пола. Следећег дана, 14. децембра 1911, уз сагласност својих сапутника, Амундсен је ишао испред саоница, и око 15 часова тим је стигао у близину Јужног пола. Поставили су норвешку заставу и назвали поларну висораван „Плато краља Хокона VII”. Амундсен се касније осврнуо на иронију свог успеха: „Никада ниједан човек није постигао циљ толико дијаметрално супротан својим жељама. Подручје око Северног пола — нека га ђаво носи — фасцинирало ме је од детињства, а сада сам овде на Јужном полу. Може ли ишта бити луђе?”
Током наредна три дана људи су радили на утврђивању тачног положаја пола; након контроверзних и спорних тврдњи Кука и Пирија на северу, Амундсен је желео да остави недвосмислене маркере за Скота. Након што су извршили неколико мерења секстантом у различита доба дана, Бјоланд, Вистинг и Хасел су скијали у различитим правцима како би „опколили” пол; Амундсен је сматрао да ће сви заједно заокружити тачну локацију. На крају је тим подигао шатор, који су назвали Полхајм, што ближе стварном полу, колико су могли израчунати на основу својих запажања. У шатору је Амундсен оставио опрему за Скота и писмо адресирано на краља Хокона, у коме је замолио Скота да му га достави.

#### Повратак у Фрамхајм
Осамнаестог децембра, тим је започео пут назад ка Фрамхајму. Амундсен је био одлучан да се врати у цивилизацију пре Скота и буде први који ће донети вести. Ипак, ограничио је дневне дистанце на 28 km, како би сачувао снагу паса и људи. У 24-часовном дневном светлу, тим је путовао током номиналне ноћи, како би имали сунце иза себе и тиме смањили опасност од снежног слепила. Вођени снежним гомилама које су направили на свом путу ка полу, стигли су до Кланице 4. јануара 1912, и започели спуст ка Баријери. Људи на скијама су „журно силазили”, али за возаче саоница — Хелмера Хансена и Вистинга — спуштање је било несигурно; саоницама је било тешко маневрисати, па су на клизаче додате кочнице како би могле брзо да се зауставе када наиђу на пукотине.
Седмог јануара, тим је стигао до првог од својих депоа на Баријери. Амундсен је сада сматрао да могу повећати темпо, и тим је усвојио рутину путовања од 28 km, заустављања на сваких шест сати, а затим наставка марша. Под овим режимом, прелазили су око 56 km дневно, и 25. јануара, у 4 сата ујутро, стигли су у Фрамхајм. Од 52 пса који су кренули у октобру, 11 их је преживело, вукући две саонице. Пут до пола и назад трајао је 99 дана — 10 мање него што је планирано — и пређено је око 3.440 km.

#### Информисање света
По повратку у Фрамхајм, Амундсен није губио време у окончању експедиције. Након опроштајне вечере у колиби, тим је укрцао преживеле псе и вреднију опрему на брод Фрам, који је напустио Залив китова 30. јануара 1912. године. Његова дестинација била је Хобарт на Тасманији. Током петонедељног путовања, Амундсен је припремао своје телеграме и састављао први извештај који ће дати за штампу. Седмог марта, Фрам је стигао у Хобарт, где је Амундсен убрзо сазнао да још није било вести од Скота. Одмах је послао телеграме свом брату Леону, Нансену и краљу Хокону, укратко их обавештавајући о свом успеху. Наредног дана је послао први потпуни извештај лондонским новинама Daily Chronicle, којима је продао ексклузивна права на причу. Фрам је остао у Хобарту две недеље; док је био тамо, придружио му се и брод Аурора Дагласа Мосона, који је служио у аустралијској антарктичкој експедицији. Амундсен им је поклонио 11 преживелих паса.

### Друга постигнућа експедиције

#### Источна експедиција
Осмог новембра 1911, Преструд, Стуберуд и Јохансен су кренули ка Земљи краља Едварда VII. Потрага за тачком на којој се чврсти лед Баријере претвара у ледом покривено копно показала се као тешка. Првог децембра, група је први пут угледала оно што је недвосмислено било суво копно, нунатак који је Скот забележио током експедиције Дискаверија 1902. године. Након што су стигли до ове тачке, прикупили су геолошке узорке и примерке маховине, и кратко истражили околину пре него што су се вратили у Фрамхајм 16. децембра. Били су први људи који су крочили на Земљу краља Едварда VII.

#### ФрамиКаинан Мару
Након што је Фрам напустио Залив китова 15. фебруара 1911, отпловио је за Буенос Ајрес, где је стигао 17. априла. Овде је Нилсен сазнао да су средства експедиције исцрпљена; износ који је наводно био издвојен за потребе брода није се појавио. Срећом по њих, Амундсенов пријатељ Дон Педро Кристоферсон испунио је своје раније обећање о обезбеђивању залиха и горива. Фрам је у јуну отпловио на океанографско крстарење између Јужне Америке и Африке, које је трајало наредна три месеца. Брод се вратио у Буенос Ајрес у септембру ради завршне оправке и снабдевања, пре него што је 5. октобра отпловио на југ. Јаки ветрови и олујно море продужили су путовање, али је брод стигао у Залив китова 9. јануара 1912. године. Седамнаестог јануара, људи у Фрамхајму били су изненађени појавом другог брода; био је то Каинан Мару, којим је пловила јапанска антарктичка експедиција предвођена Нобуом Ширасеом. Комуникација између две експедиције била је ограничена због језичких потешкоћа, иако су Норвежани схватили да су Јапанци кренули према Земљи краља Едварда VII. Каинан Мару је отпловио наредног дана, а 26. јануара је искрцао групу на Земљу краља Едварда VII. Ово је било прво искрцавање на ову обалу са мора; покушаји бродова Дискавери (1902), Нимрод (1908) и Тера Нова (1911) сви су били неуспешни.

## Последице

### Прве реакције
У Хобарту, Амундсен је примио честитке путем телеграма од, између осталих, бившег председника САД Теодора Рузвелта и краља Џорџа V од Уједињеног Краљевства. Краљ је изразио посебно задовољство што је прва лука у коју је Амундсен упловио по повратку била на тлу Британске империје. У Норвешкој, која је само шест година раније постала независна земља након 500 година данске и шведске доминације, вест је била објављена на насловним странама свих великих новина, а државне заставе су биле истакнуте широм земље. Сви учесници експедиције добили су Норвешку медаљу за Јужни пол (норв. Sydpolsmedaljen), коју је увео краљ Хокон у знак сећања на експедицију. Ипак, Амундсенов биограф Роланд Хантфорд помиње „хладноћу испод овација”; експедиција је остала у сенци нелагодности због Амундсенове тактике. Један норвешки лист је изразио олакшање што је Амундсен пронашао нови пут и није ушао на Скотову руту из Залива Макмердо.
У Британији, реакција штампе на Амундсенову победу била је уздржана, али углавном позитивна. Осим ентузијастичних извештаја у листовима Daily Chronicle и Illustrated London News — који су имали финансијски интерес у Амундсеновом успеху — Manchester Guardian је приметио да је сваки разлог за критике нестао због храбрости и одлучности Норвежана. Читаоци часописа Young England су охрабрени да не завиде „храбром Норвежанину” на части коју је заслужио, а The Boy's Own Paper је предложио да сваки британски дечак прочита Амундсенов извештај о експедицији. Дописник новина The Times упутио је благи прекор Амундсену због тога што није обавестио Скота на време како би овај могао да му одговори, „што је било непотребно, јер нико не би више поздравио сарадњу у истраживању Јужног пола од капетана Скота... Ипак, нико ко познаје капетана Амундсена не може сумњати у његов интегритет, и пошто је изјавио да је стигао до пола, дужни смо да му верујемо”.
Виши званичници Краљевског географског друштва приватно су изразили непријатељске ставове. За њих је Амундсенов подвиг био резултат „прљавог трика”. Маркам је наговестио да би Амундсенова тврдња да је стигао до пола могла бити лажна: „Морамо сачекати истину до повратка Тера Нове”. Касније, 1912. године, када је Амундсен одржао говор у Краљевском географском друштву, осетио се увређеним након што је председник Друштва, лорд Керзон, шаљиво позвао на „три узвика за псе”. Шеклтон није учествовао у омаловажавању Амундсенове победе и назвао га је „можда највећим поларним истраживачем данашњице”. Пре него што је чула за смрт свог мужа, Кетлин Скот је признала да је Амундсенов подвиг „био врло значајан... упркос раздражености, мора се признати да је био за дивљење”.

### Скотова трагедија
Амундсен је напустио Хобарт како би започео турнеју предавања по Аустралији и Новом Зеланду. Потом је отишао у Буенос Ајрес где је завршио писање свог извештаја о експедицији. По повратку у Норвешку надзирао је објављивање књиге, а затим посетио Британију пре него што је кренуо на дугу турнеју по Сједињеним Америчким Државама. У фебруару 1913, док је био у Медисону, у Висконсин, примио је вест да су Скот и његова четворица другова стигли до Јужног пола 17. јануара 1912, али да су сви преминули до 29. марта, током повратка. Тела Скота, Вилсона и Бауерса откривена су у новембру 1912, након завршетка антарктичке зиме. У својој првој реакцији, Амундсен је изјавио: „Ужасно, ужасно.” Након тога је дао формалнију изјаву: „Капетан Скот је оставио траг, у поштењу, искрености, храбрости, у свему што чини човека”.
Према Хантфорду, вест о Скотовој смрти значила је да је „Амундсен као победник био у сенци... Скота мученика”. У Уједињеном Краљевству брзо је развијен мит према коме је Скот приказан као племенити и фер играч. Био је поражен јер је, за разлику од њега, Амундсен био обичан трагач за славом, који је прикрио своје праве намере, користио псе уместо да се ослони на поштену вучу људи и који је те исте псе заклао за храну. Осим тога, сматран је „професионалцем”, што је у оквирима британске више класе тог времена умањивало све што је постигао. Овај наратив је још више учвршћен објављивањем Скотових дневника и његове „Поруке јавности”. Хантфорд истиче: „[Скотов] књижевни таленат био је његов адут. Као да је из свог закопаног шатора пружио руку и осветио се.” Ипак, међу истраживачима Амундсеново име је наставило да се поштује. У свом извештају о експедицији „Тера Нова”, написаном неколико година касније, Сктов друг Епсли Чери-Гарард написао је да су примарни разлог за Амундсенов успех биле „изванредне особине тог човека”, нарочито његова храброст у одабиру нове руте уместо да следи познати пут.

### Историјска перспектива
Избијање Првог светског рата 1914. одложило је почетак Амундсеновог путовања на Северни пол — за који је експедиција на Јужни пол била намењена као припремна фаза — све до јула 1918. године. Тада је кренуо у посебно конструисаном броду Мод, који је остао у арктичким водама наредних седам година. Брод није прешао преко Северног пола, али је током експедиције постао четврти брод који је прошао Североисточним пролазом, након Норденшелдове Веге и руских ледоломаца Тајмир и Вајгач. Амундсен је напустио експедицију 1923. године; преостале године свог живота углавном је посветио поларним истраживањима ваздухом. Дана 12. маја 1926. године, на ваздушном броду Норге заједно са Линколном Елсвортом и Умбертом Нобилеом, Амундсен је прелетео Северни пол. Он и Вистинг, који је такође био на ваздушном броду, били су први људи који су видели оба пола. Године 1928, покушавајући да спасе каснију Нобилеову експедицију, Амундсен је нестао са својим авионом у мору између Норвешке и Шпицбергена.
Четворица људи који су освојили Јужни пол са Амундсеном била су позвана да се придруже свом вођи на путовању Модом. Бјоланд и Хасел су одбили; ниједан од њих више није учествовао у поларним подухватима. Хелмер Хансен и Вистинг су се придружили Моду; потоњи је преузео вођство након што је Амундсен напустио експедицију. Године 1936. Вистинг је био капетан на Фраму током последњег путовања овог брода до Осла, где је претворен у музеј. Јохансен, који није могао да се врати нормалном животу након повратка са Антарктика, постао је повучен и некомуникативан. Одбијао је да говори о својим искуствима или сукобу са Амундсеном и повукао се у живот обележен депресијом и сиромаштвом. Дана 4. јануара 1913. године, извршио је самоубиство у својој изнајмљеној соби у Ослу.
Мит о Скоту трајао је до последње четвртине 20. века, када га је заменио онај који га је представљао као „херојског несрећника” чији је неуспех углавном био последица његових сопствених грешака. Ово гледиште, како тврди културна историчарка Стефани Барчевски, подједнако је погрешно као и раније, у којем је Скот био сматран неприкосновеним. Почетком 21. века, писци су предложили разумнија објашњења за Скотову трагедију од његове неспособности, и његова репутација је донекле спасена. Обнављање пажње према Скоту такође је истакло Амундсенова постигнућа: Барчевскијева пише да су: „Амундсен и његови људи стигли до пола захваљујући комбинацији изврсног планирања, дугогодишњег искуства са псима за вучу и скијама, као и импресивне физичке издржљивости”. У свом извештају о Скотовој експедицији, Дајана Престон је једнако јасна у идентификовању основе за Амундсенов успех. Он је био фокусиран на једини циљ — достизање пола — док је Скот морао да уравнотежи супротстављене захтеве географског истраживања и научног знања. „Практичан и искусан професионалац, [Амундсен] је пажљиво планирао и применио сва научена искуства са Арктика ... Ослањао се искључиво на проверена превозна средства и без сентименталности искористио њихов потенцијал за храну. Био је подједнако ефикасан и безосећајан у управљању својим људима.” Америчка научна база на Јужном полу, основана 1957. године, носи назив Поларна станица Амундсен-Скот у знак сећања на оба поларна пионира.

### Модерна истраживања
У раду објављеном 100 година након Амундсенове експедиције, истраживачи су тврдили да су шатор и заставе данас закопани под 17 метара леда и око једног минута географске ширине северно од Јужног пола, или око једне наутичке миље.

### Књиге
- Amundsen, Roald; Nilsen, Thorvald; Prestrud, Kristian (1976) [1912]. The South Pole: An Account of the Norwegian expedition in the Fram, 1910–12 (Volumes I and II). Превод: Chater, A.G. London: C. Hurst & Company. ISBN 0-903983-47-8. First published in 1912 by John Murray, London.
- Barczewski, Stephanie (2007). Antarctic Destinies: Scott, Shackleton and the Changing Face of Heroism. London and New York: Hambledon Continuum. ISBN 978-1-84725-192-3.
- Cherry-Garrard, Apsley (1970) [1922]. The Worst Journey in the World. London: Penguin Books. ISBN 0-14-009501-2. First published in 1922 by Chatto and Windus, London.
- Crane, David (2005). Scott of the Antarctic. London: HarperCollins. ISBN 978-0-00-715068-7.
- Fairley, T.C. (1959). Sverdrup's Arctic Adventures. London: Longmans. OCLC 732299190.
- Fleming, Fergus (2002). Ninety Degrees North. London: Granta Books. ISBN 1-86207-535-2.
- Hamre, Ivar (новембар 1933). „The Japanese South Polar Expedition of 1911–1912: A Little-Known Episode in Antarctic Exploration”. The Geographical Journal. 82 (5): 411—423. Bibcode:1933GeogJ..82..411H. JSTOR 1786962. doi:10.2307/1786962. (потребна претплата)
- Herbert, Wally (1989). The Noose of Laurels. London: Hodder & Stoughton. ISBN 0-340-41276-3.
- Huntford, Roland (1979). Scott and Amundsen. London: Hodder and Stoughton. ISBN 0-340-19565-7.
- Huntford, Roland (1985). The Last Place on Earth. London and Sydney: Pan Books. ISBN 0-330-28816-4.
- Huntford, Roland (1985). Shackleton. London: Hodder & Stoughton. ISBN 0-340-25007-0.
- Huntford, Roland (2001). Nansen. London: Abacus. ISBN 0-349-11492-7.
- Jones, Max (2003). The Last Great Quest. Oxford (UK): Oxford University Press. ISBN 0-19-280483-9.
- Langner, Rainer-K. (2007). Scott and Amundsen: Duel in the Ice. Превод: Beech, Timothy. London: Haus Publishing. ISBN 978-1-905791-08-8.
- MacPhee, Ross (2010). Race to the end: Amundsen, Scott, and the attainment of the South Pole. New York and London: Sterling Innovation. ISBN 978-1-4027-7029-6.
- Maxtone-Graham, John (2000). Safe Return Doubtful: The Heroic Age of Polar Exploration. London: Constable. ISBN 0-09-480330-7.
- Nansen, Fridtjof (1897). Farthest North, Volume I. London: Archibald Constable & Co. OCLC 499726131.
- Pickman, Sarah (2017). „Dress, Image, and Cultural Encounter in the Heroic Age of Polar Expedition”.  Ур.: Mears, Patricia. Expedition: Fashion From the Extreme. Fashion Institute of Technology. New York City: Thames & Hudson. стр. 31—56. ISBN 978-0-500-51997-4. OCLC 975365990.
- Preston, Diana (1999). A First Rate Tragedy. London: Constable. ISBN 0-09-479530-4.
- Riffenburgh, Beau (2005). "Nimrod": the Extraordinary Story of Shackleton's First Expedition. London: Bloomsbury Publishing. ISBN 0-7475-7253-4.
- Scott, J.M. (1971). Fridtjof Nansen. Sheridan, Oregon: Heron Books. OCLC 143929.
- Solomon, Susan (2001). The Coldest March: Scott's Fatal Antarctic Expedition. New Haven, Connecticut: Yale University Press. ISBN 0-300-09921-5.
- Turley, Charles (1935). Roald Amundsen, explorer. London: Methuen. OCLC 3331281.

### Онлајн
- „Amundsen Would Compare” (PDF). The New York Times. 8. 9. 1909. Приступљено 15. 10. 2011.
- „Amundsen-Scott South Pole Station”. Office of Polar Programs. National Science Foundation. 27. 4. 2009. Архивирано из оригинала 14. 04. 2020. г. Приступљено 16. 10. 2011.
- Barr, William (1985). „Aleksandr Stepanovich Kuchin: The Russian who went South with Amundsen”. Polar Record. Cambridge University Press. 22 (139): 401—412. Bibcode:1985PoRec..22..401B. S2CID 131293842. doi:10.1017/S0032247400005647.
- „Captain Amundsen's Achievement. Work of Previous Explorers”. The Times. London. 9. 3. 1912. стр. 5. (потребна претплата)
- Rees, Jasper (19. 12. 2004). „Ice in our Hearts”. The Daily Telegraph. London. Приступљено 14. 10. 2011.
- „The Polar Ship Fram”. The Fram Museum. Архивирано из оригинала 10. 10. 2011. г. Приступљено 16. 10. 2011.
- „Sverre Helge Hassel”. The Fram Museum. Архивирано из оригинала 14. 9. 2015. г. Приступљено 11. 11. 2011.
- „Oscar Wisting”. The Fram Museum. Архивирано из оригинала 16. 9. 2011. г. Приступљено 11. 11. 2011.
- Weinstock, John. „Sondre Norheim: Folk Hero to Immigrant”. The Norwegian-American Historical Association. Архивирано из оригинала 12. 4. 2020. г. Приступљено 16. 10. 2011.
- „Sydpolsmedaljen”. Store Norske Leksikon. Приступљено 11. 11. 2011.